# Simple Network Time Protocol
Simple Network Time Protocol（シンプルネットワークタイムプロトコル、SNTPと略記）とは、NTPパケットを利用した、簡単な時刻同期プロトコルである。

## 処理概要
SNTPのパケットは、RFC1305を抜粋し、RFC 1361, RFC 1769, RFC 2030 にて再定義される。このパケットを使用し、上位時計サーバとの通信にて、オフセットを演算する。なお、時計反映処理はNTPも同様で定義されていないためプログラマーに依存する。その理由は、時計校正にはそのまま反映してよいものと、徐々に時計を近づける方法があり、運用されるシステムによって選択する必要があるためである。

## 時計精度と上限

### 時計精度
SNTPおよびNTPも同じパケット使用しているため、処理上はNTPタイムスタンプ形式の精度が内部精度となる（例：NTPタイムスタンプ形式）。
| オフセット | データサイズ        | 項目                        |
| ---------- | ------------------- | --------------------------- |
| 0          | 符号無し4バイト整数 | Seconds                     |
| +4         | 符号無し4バイト整数 | Seconds Fraction (0-padded) |

上記より使用できる時計精度は200ピコ秒まで処理可能。

### 2036年問題
このパケットは協定世界時(UTC)の1900年1月1日0時からの経過秒数で送られている。データサイズは符号無し4バイト整数であるため最大経過秒数は4294967295秒までとなり、協定世界時の2036年2月7日午前6時28分16秒(日本時間では同日午後3時28分16秒)までとなる。そのため、オーバーフローが発生するより前に継続を行うための何らかの対処が必要となる。
RFC 4330には、最上位ビットが0の場合は時刻が2036年から2104年の間であるとみなして、2036年2月7日6時28分16秒(UTC)を起点として計算することで2036年問題を回避する方法が記述されている。

## 時計サーバとの伝送モードと同期について

### 伝送モード
SNTPおよびNTPを使用するには伝送モードの種類がある。NTPパケットには「Mode」と言われる3ビットのフィールドがある。多くのSNTPソフトは、サーバ・クライアントモードを使用して同期処理を行う。
| mode値 | 内容 |
| ------ | --- |
| 1,2    | 本来は時計サーバ同士の同期に使用。UNIX系OSのNTPサーバではpeer設定にて動作するモードである。 |
| 3,4    | 時計サーバと時計クライアントの組合せで同期に使用。 UNIX系OSのNTPサーバではServer設定にて動作するモードである。 SNTPに使用するNTPDATEコマンドで使用される。 多くのSNTPクライアントではこの仕様が採用されている。 |
| 5      | 放送モードでブロードキャストまたはマルチキャストによる同期方式である。 このモードは時計サーバより一方的にNTPパケット送信する。SNTPクライアント、NTPクライアントはこれを受信し、かつ推定遅延値を加算して時計を反映する。マルチキャストで使用可能なようにIPv4はRFC-1700、IPv6はRFC-2375にマルチキャストアドレスが割り当てられている。 - IPv4 : 224.0.1.1 - IPv6 : FF0X:0:0:0:0:0:0:101 |
| 6,7    | NTPの状態の参照、設定等に使用する伝送モードである。ntpq、ntpdcコマンドで使用する。RFC-1305のオプション機能として記述されるが、SNTPはこの機能を実装する必要はない。 |

NTPは基本的にすべてのモードをサポートする必要があるが、SNTPは規定がないため、どれを利用してもよく、どれか1つサポートすれば基本的にSNTPといえる。

### 同期
SNTPは1回の通信で時計反映処理に移行できる。一般的なソフトはstratum値が正常であること、閏秒指示子（Leap Indicator値）が正常であれば時計を信用する。ただし、時計校正条件はRFCに記述はない。

#### 関連RFC
- RFC 1361 SNTP
- RFC 1769 SNTP
- RFC 2030 SNTP Version 4 for IPv4, IPv6 and OSI
- RFC 4330 SNTP Version 4 for IPv4, IPv6 and OSI